# Josephus a Sancta Barbara
Josephus a Sancta Barbara (Brugge, ? - Leiden, na 1670), ook bekend als Jozef van de Heilige Barbara, was een Zuid-Nederlands pater en geestelijk schrijver.

## Leven en werk
Jozef van de Heilige Barbara werd geboren in Brugge, mogelijk als Jozef Schoehaert. Hij trad in bij de orde van de Ongeschoeide karmelieten en was meermaals prior. Hij had veel succes als predikant. Eén van zijn preken werkte hij uit tot een populair boek, Het geestelyck kaert-spel met herten troef, oft Het spel der liefde (1666).
Hij was actief als missionaris in de Hollandse Zending en overleed in Leiden in 1670.